# Facharzt für Arbeitsmedizin
Facharzt für Arbeitsmedizin, auch Arbeitsmediziner/Arbeitsmedizinerin, ist in Deutschland die offizielle Bezeichnung für einen Facharzt, der sich auf die ärztliche Tätigkeit im Gebiet Arbeitsmedizin spezialisiert hat.

## Gebiet Arbeitsmedizin
Das Gebiet Arbeitsmedizin umfasst als präventivmedizinisches Fach die Wechselbeziehungen zwischen Arbeits- und Lebenswelten einerseits sowie Gesundheit und Krankheiten andererseits. Im Mittelpunkt stehen dabei der Erhalt und die Förderung der physischen und psychischen Gesundheit und Leistungsfähigkeit des arbeitenden Menschen, die Gefährdungsbeurteilung der Arbeitsbedingungen, die Vorbeugung, Erkennung, Behandlung und Begutachtung arbeits- und umweltbedingter Risikofaktoren, Erkrankungen und Berufskrankheiten, die Verhütung arbeitsbedingter Gesundheitsgefährdungen einschließlich individueller und betrieblicher Gesundheitsberatung, die Vermeidung von Erschwernissen und Unfallgefahren sowie die berufsfördernde Rehabilitation.

## Facharzt-Weiterbildung
Um in Deutschland als Facharzt für Arbeitsmedizin tätig werden zu können, muss nach dem Abschluss eines Medizinstudiums und erteilter Approbation als Arzt eine mindestens 60 Monate dauernde Weiterbildung im Gebiet Arbeitsmedizin mit Erfolg absolviert haben. Die Berechtigung zur Führung einer Facharzt- oder Zusatzbezeichnung wird nach einer mündlichen Prüfung von der zuständigen Landesärztekammer erteilt.
Die Weiterbildung muss an zugelassenen Weiterbildungsstätten absolviert werden:
- mindestens 60 Monate im Gebiet Arbeitsmedizin, davon müssen abgeleistet werden:
- 24 Monate in anderen Gebieten der unmittelbaren Patientenversorgung und
- eine Kurs-Weiterbildung in Arbeitsmedizin/Betriebsmedizin mit einem Umfang von 360 Stunden.[2]

Bei der Anmeldung zur Weiterbildungsprüfung müssen der zuständigen Ärztekammer sämtliche Nachweise über die erfüllten Mindestanforderungen vorgelegt werden. Dazu gehören auch die Logbuch-Dokumentationen über alle durch die MWBO vorgegebenen Inhalte der Weiterbildung. Zur Weiterbildungsprüfung muss man darlegen, dass man über die entsprechenden Kenntnisse, Erfahrungen und Fertigkeiten im Fach verfügt.

### Inhalte der Weiterbildung
Zur Weiterbildungsprüfung muss dargelegt werden können, dass man Kenntnisse, Erfahrungen und Fertigkeiten unter anderem in folgenden Bereichen erlangt hat:
- Übergreifende Inhalte der Facharzt-Weiterbildung Arbeitsmedizin
  - Beratung von Arbeitgebern, Beschäftigten und deren Interessenvertretungen im Fall arbeitsbedingter Gefährdung der Gesundheit einschließlich psychischer Belastung und Beanspruchung
  - Sozialmedizinische Beratung
  - Beratung über gesundheitsgerechtes Verhalten im Ausland einschließlich der Expositionsprophylaxe, bei gesundheitlichen Einschränkungen sowie bei Reisen während der Schwangerschaft
  - Indikationsstellung für eine humangenetische Beratung
- Funktionsstörungen und Erkrankungen von Organsystemen
  - Berufsanamnese mit Erhebung von berufsbezogenen Risiken und Symptomen
  - Bewertung der Arbeits- und Beschäftigungsfähigkeit sowie der physischen und psychischen Leistungsfähigkeit
- Primärprävention
  - Betriebs- und Arbeitsplatzbegehung, Arbeitsplatzbeurteilung, Gefährdungsbeurteilung einschließlich psychischer Belastungen, Risikobeurteilung, z. B. für besondere Beschäftigungsgruppen wie Jugendliche, Schwangere, leistungsgewandelte Beschäftigte
  - Beratung und Gefährdungsbeurteilung im Rahmen des Mutterschutzgesetzes
  - Beratung zu Maßnahmen der Verhaltensprävention, Präventionsberatung
  - Beurteilung von Messergebnissen verschiedener Arbeitsumgebungsfaktoren, z. B. Lärm, Klima, Beleuchtung, Gefahrstoffe
  - Beratung zur Auswahl von persönlichen Schutzausrüstungen, z. B. beim Umgang mit Gefahrstoffen
  - Durchführung von Maßnahmen der Infektionsprophylaxe im Betrieb
  - Organisation der Ersten Hilfe im Betrieb
- Sekundärprävention
  - Früherkennungsuntersuchungen bei Risikofaktoren und arbeitsbedingten Erkrankungen
  - Vorsorge gemäß Verordnung arbeitsmedizinischer Vorsorge
  - Eignungsuntersuchungen und Eignungsbeurteilungen nach entsprechenden Rechtsverordnungen einschließlich verkehrsmedizinischer Untersuchungen
- Tertiärprävention
  - Beratung zum betrieblichen Eingliederungsmanagement einschließlich individueller Einzelmaßnahmen
  - Beratung zur Arbeitsplatzgestaltung bei Beschäftigten, z. B. mit chronischen Erkrankungen und bei leistungsgewandelten Beschäftigten
- Arbeitsbedingte Erkrankungen einschließlich Berufskrankheiten
  - Meldung des Verdachts von Berufskrankheiten gemäß SGB VII
  - Begutachtungen bei Berufskrankheiten
- Arbeitstoxikologie
  - Biomonitoring am Arbeitsplatz
  - Beurteilung chemischer Belastungen und Beanspruchungen
  - Beratung beim Umgang mit Gefahrstoffen
- Arbeit und psychische Gesundheit
  - Beurteilung psychischer Belastungen und Beanspruchungen
  - Beratung und Begleitung im Rahmen betrieblicher Suchtprävention
  - Psychologische und psychometrische Analyseverfahren und Fragebögen zur Gefährdungsbeurteilung
- Umweltmedizinische Risikofaktoren
  - Erfassung, Beschreibung und Beurteilung von Umweltfaktoren hinsichtlich ihrer gesundheitlichen Relevanz am Arbeitsplatz
  - Umweltmedizinische Beratung, z. B. bei umweltassoziierten Belastungen, umweltbezogenen Syndromen, umweltbedingten Erkrankungen
- Betriebliches Gesundheitsmanagement
  - Beratung zum betrieblichen Gesundheitsmanagement in Unternehmen und Organisationen
  - Koordination von Präventionsdienstleistern im Betrieb.[1]

Die Inhalte der Musterweiterbildungsordnung sind allerdings nur eine Empfehlung für die rechtsverbindlichen Weiterbildungsordnungen der Landesärztekammern, die hiervon abweichende Regelungen treffen können.

## Zusatz-Weiterbildungen
Fachärztinnen und -ärzte für Arbeitsmedizin haben die Möglichkeit, sich durch Zusatz-Weiterbildung weiter zu qualifizieren. Hierzu gehört insbesondere die Zusatz-Weiterbildung Allergologie. Außerdem besteht die Möglichkeit der Qualifizierung in den Zusatz-Weiterbildungen, die Fachärzten der Gebiete der unmittelbaren Patientenversorgung vorbehalten sind.